# Diga di Maccheronis
La diga di Maccheronis  è uno sbarramento artificiale del Rio Torpé situato ai piedi della montagna omonima, in territorio di Torpè, provincia di Nuoro. Realizzata per scopi agricoli e idropotabili genera il lago di Torpé.
La diga, edificata tra il 1956 e il 1960 su progetto dell'ingegnere R. Boschini, è del tipo a gravità ordinaria in calcestruzzo. Ha un'altezza di 31 metri, calcolata tra quota coronamento e punto più basso del piano di fondazione, e sviluppa un coronamento di 338,55 metri a 48,04 metri s.l.m.
Alla quota di massimo invaso, prevista a m 46.50 s.l.m., il bacino generato dalla diga ha una superficie dello specchio liquido di circa 3,75 km² mentre il suo volume totale è calcolato in 25  milioni di m³.
L'impianto, di proprietà della Regione Sardegna, fa parte del sistema idrico multisettoriale regionale ed è gestito dall'Ente acque della Sardegna.